# Haliéutica
Las Haliéutica es un poema didáctico atribuido tradicionalmente a Publio Ovidio Nasón.

## Autoría y estilo
De la obra, dedicada a la vida de los peces y a la pesca, solo quedan 135 hexámetros.
La atribución a Ovidio se basa esencialmente en el testimonio de Plinio el Viejo en el libro XXXII de la Naturalis historia; al tratar de los peces, primero menciona las Haliéutica compuestas por Ovidio, luego las cita más extensamente, afirmando que el poeta id volumen supremis suis temporibus incohavit («comenzó a escribir este libro en la última parte de su vida»), es decir, cuando estaba exiliado en Tomi, en el mar Negro, y había podido observar criaturas acuáticas hasta entonces desconocidas para los romanos.
Sin embargo, algunas imperfecciones métricas y estilísticas han puesto en duda la autoría de Ovidio, mientras que sus partidarios se basan en la información de Plinio y en la decimoquinta elegía del tercer libro de las Tristes, en las que el poeta, lamentando su destierro de Roma, afirma que ha «desaprendido a hablar» (dedidicique loqui). Los errores se deberían, por tanto, a lo incompleto del poema, a la falta de una última revisión, y al ahora defectuoso dominio del latín del autor, cada vez más propenso a dejar escapar «palabras pónticas» (Pontica verba) incluso por escrito.
Sin embargo, se ha señalado con razón que la elegía en cuestión está escrita en el mejor estilo ovidiano, además de en perfecto latín, y que no hay fallos estilísticos ni errores métricos comparables a los de las Haliéutica. El testimonio de Plinio muestra que hubo una tradición muy extendida que asignaba la autoría de la obra a Ovidio.
El debate sobre su autoría en 2024 seguía abierto.